# Консорциум
Консо́рциум (от лат. consortium — соучастие, сообщество) — организационная форма объединения независимых предприятий и организаций с целью координации их предпринимательской деятельности.

## Определение
Согласно БСЭ консорциум — это временное соглашение между несколькими банками или промышленными компаниями для совместного размещения займа либо осуществления единого проекта большого масштаба с целью извлечения прибылей. При образовании консорциума входящие в него предприятия полностью сохраняют свою самостоятельность, но в части деятельности, которая касается целей консорциума, они подчиняются совместно выбранному руководству.
Согласно БРЭ консорциум — это временное объединение нескольких банков, предприятий, компаний, торговых сетей, научно-технических центров, государств в форме соглашения о выполнении крупного проекта (консорты). Участники консорциума вне рамок соглашения полностью самостоятельны, в том числе в использовании результатов от совместной деятельности после завершения действия объединения.

## Виды консорциума
Согласно БРЭ консорциумы имеют следующие виды:
- банковские консорциумы (финансовые консорциумы), образуемые крупными банками, банковскими группами для размещения крупных займов или финансирования крупных долгосрочных инвестиционных проектов;
- торговые консорциумы, образуемые торговыми сетями для доступа к рынкам;
- промышленные консорциумы, образуемые промышленными компаниями и кредитными организациями для осуществления капиталоёмких, международных, инфраструктурных проектов;
- исследовательские консорциумы, образуемые для концентрации финансовых средств, необходимых для проведения капиталоёмких исследований, а также для совместного использования технологий, опыта участников.